# Südkirche (Esslingen am Neckar)

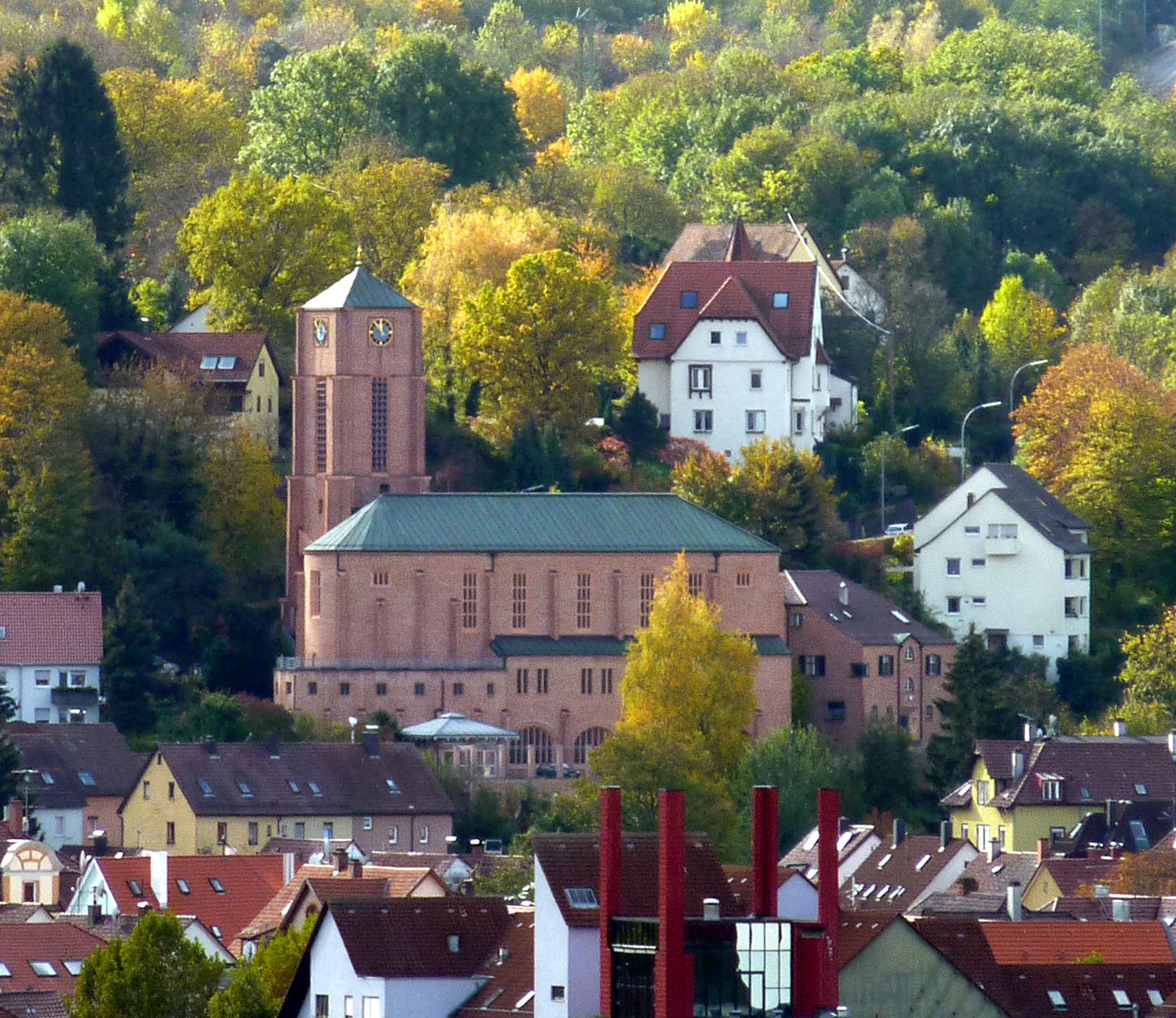
Die Südkirche von Norden

Die evangelische Südkirche in der Pliensauvorstadt in Esslingen am Neckar, 1925/26 nach Plänen von Martin Elsaesser errichtet, ist ein Kirchenbau aus der Zeit des Expressionismus. Sie gilt als eines der interessantesten Bauwerke des 20. Jahrhunderts in Esslingen am Neckar.

## Geschichte

### Vorgeschichte
Mit der Entwicklung zur Industriestadt und dadurch steigenden Einwohnerzahlen begann die Besiedlung der Flächen „über der Brück“ südlich des Neckars, die bislang hauptsächlich für Garten- und Weinbau genutzt worden waren. Die Bebauung bestand aus gründerzeitlichen Villen von Fabrikbesitzern und mehrstöckigen Arbeiterwohnhäusern. 1880 wurde die erste „Kleinkinderpflege“ in der Pliensauvorstadt eingerichtet, die schnell großen Zuspruch fand. Im Domizil dieser Einrichtung, „Steck's Säle“ genannt, wurde an Pfingsten 1901 ein erster Gottesdienst gefeiert. Ein weiterer Versammlungsraum für evangelische Einwohner befand sich seit 1892 in der Uhlandstraße 14. 1909 wurde dort die Eröffnung einer provisorischen Pfarrstelle gefeiert, 1919 wurde eine ordentliche Pfarrei eingerichtet. Der erste Pfarrer der Gemeinde war Otto Riethmüller. Zu dieser Zeit existierte bereits ein Kirchenbauverein in der mehrere Tausend Menschen zählenden Gemeinde.
1914 wurde ein Baugrundstück an der Spitalsteige angekauft, doch der Ausbruch des Ersten Weltkriegs verhinderte zunächst eine Fortführung des Bauprojekts. 1919 erstellte Martin Elsaesser zwei Entwürfe für eine große und eine kleine Volkskirche. Die große Version hätte 3000 Personen gefasst und wäre zugleich eine Kriegergedächtniskirche gewesen, die kleine Version, die dann ausgeführt wurde, bot Platz für 927 Besucher.

### Kirchenbau
Am 28. Mai 1925 begann der Kirchenbau. Neben finanziellen Schwierigkeiten infolge der Inflation stellte vor allem die Bodenbeschaffenheit – Sandstein auf einer Mergelschicht – und das steil abfallende Gelände die Kirchenbauer vor Probleme. Durch die erforderliche Fundamentsicherung beliefen sich die Baukosten schließlich nicht, wie ursprünglich geplant, auf 140.000 bis 160.000, sondern auf 610.970 Reichsmark. Martin Elsaesser, der 1925 die Leitung des Hochbauamts in Frankfurt am Main übernahm, musste die Bauaufsicht abgeben und verzichtete nach langen Streitigkeiten auf sein Architektenhonorar. Aus finanziellen Gründen mussten seine ursprünglichen Pläne etwas geändert werden. Die Kirche wurde 2,40 Meter niedriger, das Dach wurde mit Ziegeln statt mit Kupfer gedeckt und das Gemeindehaus wurde überhaupt nicht errichtet. Während die Höhe des Gebäudes später nicht mehr geändert werden konnte, wurden die Pläne für Dacheindeckung und Gemeindehaus in den 1980er Jahren schließlich nachträglich verwirklicht.
Am 14. November 1926 wurde die Südkirche eingeweiht. Otto Riethmüller wurde der erste Pfarrer der Südkirchengemeinde. Symbol seines theologischen Verständnisses war das Kreuz auf der Weltkugel, das unter anderem den Altar der Südkirche, aber auch Riethmüllers Grabstein auf dem Cannstatter Uff-Friedhof schmückt.

### Die Südkirche im Dritten Reich
Otto Riethmüllers Nachfolger, Pfarrer Paul Schmidt, betreute die Südkirchengemeinde von 1928 bis 1959. Er gehörte der Evangelischen Bekenntnisgemeinschaft in Württemberg an, die er zeitweilig auch leitete. Pfarrer Schmidt und seine Frau versteckten als Mitglieder der Württembergischen Pfarrhauskette während der Naziherrschaft jüdische Mitbürger in einem versteckten Raum in der Südkirche.

## Gestaltung

### Funktionale Trennung
Die „Volkskirche“, die sowohl die Liturgie als auch die Sakramente nahebringen will, ist in Predigt- und Feierkirche unterteilt. Elsaesser erklärte 1924, sakrale Handlungen im engeren Sinn nähmen nur in Ausnahmefällen einen großen Raum in Anspruch und sollten daher in einem kleineren, der Konzentration förderlicheren Raum gefeiert werden. Die Feierkirche der Südkirche ist kreisrund, während die Predigtkirche einen rechteckigen Grundriss aufweist. Ähnliche Pläne hatte schon 1819 Karl Friedrich Schinkel für die Kirche am Spittelmarkt in Berlin gehegt.

### Äußeres
Die Esslinger Südkirche ist ein Sakralbau des Expressionismus und zeigt neben runden und geschwungenen Formen auch gezackte, in die Höhe weisende Elemente, die an die Tradition der Gotik erinnern. Das Äußere der Kirche erinnert aber auch an romanische Kirchen in Frankreich oder Italien. Der Baukörper wird durch Backsteinmauerwerk geprägt.
Von außen ist die Einteilung in Predigt- und Feierkirche nicht zu erkennen, wenn man einmal von den kleinen rechteckigen Fenstern absieht, die zu dem seitenschiffartigen Gang gehören, der die Feierkirche umgibt. Überhaupt ist die Fenstergestaltung der einzige von außen sichtbare Hinweis auf die Untergliederung des Gebäudes. Im Erdgeschoss, das nur zur Talseite hin überhaupt mit Fenstern ausgestattet ist, befinden sich große Rundbogenfenster, die zu Gemeinde- und Konfirmandensaal gehören. Die schmalen Rundbogenfenster gehören zum Konfirmanden-, die breiten zum Gemeindesaal. Die hohen, schmalen und in Zweiergruppen angeordneten Fenster der Predigtkirche setzen sich deutlich von den fast quadratischen des Seitengangs ab. Das Mittelschiff besitzt außerdem oben eine weitere Reihe größerer, rechteckiger Fenster.
An der südöstlichen Ecke zwischen Predigt- und Feierkirche erhebt sich ein vierstöckiger Turm auf quadratischem Grundriss. Strebepfeiler zwischen den Fenstern und am Turm sind Elemente, die schon in der Gotik verwendet wurden. Die gotischen Elemente wiederholen sich am Pfarrhaus der Südkirche, das z. B. spitzbogige Treppenhausfenster besitzt.
Aufgrund der Hanglage des Bauwerks befinden sich die Gemeinderäume im unteren Geschoss und die Feierkirche liegt niedriger als die Predigtkirche. Auf der West- und der Hangseite besitzt die Kirche Emporen.
Das Hauptportal der Südkirche befindet sich auf deren Nordseite. Es wird bekrönt von dem Relief „Mühselige und Beladene“ von Dorkas Reinacher-Härlin.

### Predigtkirche
Die Predigtkirche besitzt eine Holzbalkendecke und ist in sachlichem Stil gehalten. Auf der Südseite ist sie durch ein Seitenschiff mit ansteigenden Rängen erweitert. Dieses Seitenschiff besitzt Nischen mit Tonnengewölben, die an spätgotische und barocke Kirchenbauten erinnern. Die Wände des Mittelschiffs sind unverputzt und zeigen roten Backstein mit grauen Zementfugen, die in dem hellen Raum für interessante Schattenwirkungen sorgen. Die Wände des Seitenschiffs sind dagegen verputzt und mit Schablonenmalerei verziert.

### Feierkirche
Die Feierkirche ist viel niedriger als die Predigtkirche und unter der Orgelempore der Predigtkirche untergebracht. Am Übergang zwischen beiden Räumen steht ein beidseitig nutzbarer Altartisch, der mit einem Kreuz aus Leuchtstoffröhren und zwei Kugelkreuzen geschmückt ist. Die Wände der Feierkirche sind verputzt und mit Schablonenmalerei verziert wie die des Seitenschiffs der Predigtkirche, zeigen aber wärmere Farbtöne. Die bunten Glasfenster des Chorumgangs lassen nur wenig Licht in die Feierkirche fallen. Den höhlenartigen Charakter des halbdunklen Raums unterstreicht das Strahlengewölbe an der Decke. Die beiden Emporen der Kirche lassen eine getrennte Aufstellung des Chores und Aufführungen mit Wechselgesängen zu.

### Ausstattung
Lampen im Art-déco-Stil (entworfen an der Kölner Kunstgewerbeschule), eine Kreuzigungsgruppe von Maria Eulenbruch aus Terracotta und drei kanzeltragende Engel von Dorkas Reinacher-Härlin schmücken die Kirche. Die Kanzel trägt den Text der Seligpreisungen aus der Bergpredigt auf Terracottafliesen.
Im Foyer befindet sich seit dem 50-jährigen Jubiläum der Kirche ein Mosaik von Hans Gottfried von Stockhausen, das Jesus als den guten Hirten zeigt.